# East Chicago
East Chicago är en stad (city) i Lake County i Indiana i USA. Enligt United States Census Bureau hade staden 2019 en folkmängd på 27 817 invånare.

## Kända personer
- Kenny Lofton, basebollspelare
- Betsy Palmer, skådespelare
- Gregg Popovich, baskettränare